# Minuscule ミニスキュル 〜小さなムシの物語〜
『Minuscule ミニスキュル 〜小さなムシの物語〜』（原題：Histoire d'un petit insecte minuscule）は、2011年4月よりフランスで放送されているCGアニメ。 
日本では2分版と5分版に分かれて放送されており、2分版が2012年4月6日、5分版が2012年4月8日よりNHK Eテレで放送された。（現在は終了）2014年10月から2015年2月までは、スターチャンネルで放送された。

## ストーリー
舞台は美しい田園が広がるフランスの片田舎。鳥がさえずり、植物はすくすくと育っている…。そんなのんきな風景も、ミクロな視点で眺めると新しい発見がある。いたずら好きなテントウムシ、チョウになる日を夢見るイモムシ、強欲なハエ、飛行隊気取りのスズメバチ、食べ物をめぐるアリたちの仁義無き戦い、など…。

## 登場キャラクター
- テントウムシ
- ハエ
- 黒クモ
- 黄クモ
- 黒アリ
- 赤アリ
- カタツムリ
- イモムシ
- シャクトリムシ
- ミツバチ
- スズメバチ
- チョウ
- イトトンボ
- バッタ
- コガネムシ
- ヤスデ
- セミ
- 蚊
- 蛾
- 人間

## スタッフ
- プロデューサー：フィリップ・デラリュー
- 企画・監督・脚本：エレーヌ・ジロー、トマス・ザボ
- 音楽：エルベ・ラヴァンディエ

## 放送局
| 放送地域 | 放送局    | 放送期間                     | 放送日時           | 備考 |
| 2分版    | 2分版     | 2分版                        | 2分版              | 2分版 |
| -------- | --------- | ---------------------------- | ------------------ | --- |
| 日本全域 | NHK Eテレ | 2012年4月6日 -               | 金曜 19:48 - 19:50 | 関東地方のみ、2013年2月2日から23日まで 土曜17:25から2話連続放送を行い、 それ以外の地域では 同時間帯に『はなかっぱミニ』を放送。 2012年7月 - 9月は 『ひつじのショーンチャンピオンシープス』放送のため 金曜の放送が休止になっていた。 |
| 日本全域 | NHK Eテレ | 2012年4月8日 -               | 日曜 14:23 - 14:25 | 関東地方のみ、2013年2月2日から23日まで 土曜17:25から2話連続放送を行い、 それ以外の地域では 同時間帯に『はなかっぱミニ』を放送。 2012年7月 - 9月は 『ひつじのショーンチャンピオンシープス』放送のため 金曜の放送が休止になっていた。 |
| 5分版    |           |                              |                    | |
| 日本全域 | NHK Eテレ | 2012年4月8日 - 2013年3月31日 | 日曜 7:20 - 7:25   | 2012年7月 - 9月は 『ひつじのショーンチャンピオンシープス』 放送のため休止。 |